# Cinco Señores, Puebla
Cinco Señores är en ort i Mexiko.   Den ligger i kommunen Ajalpan och delstaten Puebla, i den sydöstra delen av landet, 250 km sydost om huvudstaden Mexico City. Cinco Señores ligger 2 285 meter över havet och antalet invånare är 972.
Terrängen runt Cinco Señores är kuperad åt nordost, men åt sydväst är den bergig. Runt Cinco Señores är det ganska tätbefolkat, med 116 invånare per kvadratkilometer. Närmaste större samhälle är Ajalpan, 19,0 km väster om Cinco Señores. Omgivningarna runt Cinco Señores är en mosaik av jordbruksmark och naturlig växtlighet.